# Остров Каштанки
Остров Кашта́нки — остров архипелага Северная Земля. Административно относится к Таймырскому Долгано-Ненецкому району Красноярского края.
Расположен в восточной части пролива Красной Армии в 700 метрах к северо-востоку от мыса Чулок на северном побережье острова Октябрьской Революции к северу от бухты Базовой.
Имеет вытянутую с запада на восток форму длиной 2,4 километра и шириной до 500 метров. Пологий, максимальная высота острова — всего 8 метров. Свободен ото льда. Озёр и рек на острове нет.